# Haxhi Aliu
Haxhi Aliu lub Haxhi Ali Ulqinaku (ur. 1569 w Ulcinju, zm. 1625 na szczycie Maja e Frëngut) – albański pirat służący wcześniej w osmańskiej marynarce.

## Życiorys
Jego rodzice byli Albańczykami pochodzącymi z Kalabrii. Kształcił się na uczelni wojskowej w Konstantynopolu, w latach 80. i 90. XVI wieku służył w osmańskiej marynarce.
W 1609 wraz ze swoim synem osiedlił się na półwyspie Karaburun, żyjąc następnie jako pirat. Dysponując dwoma żaglowcami, atakował francuskie i weneckie statki wojskowe. Współpracował z żeglarzami z Himarë przeciwko zagranicznym piratom atakującym wybrzeże Morza Adriatyckiego oraz Jońskiego. Według legend, Haxhi Aliu miał działać także w okolicach hiszpańskiego oraz egipskiego wybrzeża.
Około lat 1623–1624 na Cieśninie Otranto natknął się na okręty weneckie i angielskie, tocząc z nimi bitwę, jednak wyszedł z niej cało. W 1625 roku na tej samej cieśninie stoczył bitwę morską z nieznanym przeciwnikiem, który dysponował znacznie większą flotą. Aliu zdołał uciec i schronił się w jaskini na półwyspie Karaburun, jednak wrogie siły za nim podążały. Zginął w bitwie na miecze, która miała miejsce na górze Maja e Frëngut.

## Upamiętnienie
Jego imieniem nazwano jedną z jaskiń w Albanii, uznana przez IUCN za pomnik przyrody (obiekt III kategorii).
W październiku 1962 roku żołnierze Marynarki Wojennej Albanii wznieśli na wyspie Sazan popiersie Haxhiego Aliu, które w 1974 lub 1975 roku zostało jednak usunięte.